# Elam

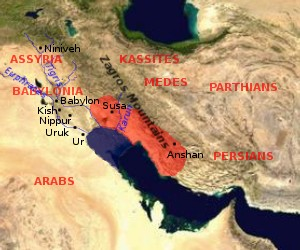
Bản đồ khu vực đế quốc Elam (đỏ) và các khu vực phụ cận. Sự bành trướng của vịnh Ba Tư được chỉ rõ.

Elam (tiếng Ba Tư: تمدن ایلام) là một trong những nền văn minh được ghi chép cổ nhất của thế giới. Lãnh thổ Elam tập trung ở viễn tây và tây nam của tỉnh Ilam ngày nay và vùng đất trũng Khuzestan). Xứ Elam tồn tại kéo dài từ khoảng năm 2700 TCN đến 539 TCN. Trước khi có xứ Elam đã có các giai đoạn Proto-Elamite bắt đầu vào khoảng 3200 TCN khi Susa (sau này kinh đô của Elam) bắt đầu chịu ảnh hưởng của các nền văn hóa của cao nguyên Iran về phía đông..
Xứ Elam cổ nằm về phía đông của Sumer và Akkad (Iraq ngày nay). Trong thời kỳ Elam Cổ, nó bao gồm các vương quốc của cao nguyên Iran, tập trung ở Anshan, và từ giữa thiên niên kỷ thứ 2 TCN, nó tập trung ở Susa ở các vùng trũng Khuzestan.. Nền văn hóa của nó đóng một vai trò chủ yếu trong đế quốc Ba Tư, đặc biệt trong thời thời kỳ trị vì của nhà Achaemenes kế tục nó, khi tiếng Elam vẫn được sử dụng làm tiếng chính thức của đế quốc.
Thời kỳ Elam được xem như là thời điểm bắt đầu của lịch sử Iran (dù có các nền văn minh khác ở cao nguyên Iran, như Vương quốc Mannaeans ở Azarbaijan thuộc Iran và Shahr-i Sokhta (Burned City) ở Zabol, và nền văn minh Jiroft mới được phát hiện ở phía đông. Tiếng Elam không có liên hệ với bất kể ngôn ngữ nào của tiếng Iran, nhưng có thể là một phần của nhóm lớn hơn được biết đến dưới tên Elamo-Dravidian.
Elam đã cấp tên gọi cho một trong những tỉnh của nước Iran ngày nay (thường viết là Ilam).

## Lịch sử
Xem Lịch sử Iran, mục "Xứ Elam"
Hiểu biết về lịch sử Elam phần lớn vẫn còn rời rạc, được xây dựng lại được dựa trên chủ yếu là nguồn Lưỡng Hà (Sumer, Akkad, Assyria và Babylon). Lịch sử của Êlam thông thường được chia thành ba giai đoạn, kéo dài hơn hai thiên niên kỷ. Thời gian trước khi giai đoạn Elam đầu tiên được biết đến như thời Elam sơ kỳ:
- Thời sơ kỳ Elam: c. 3200 TCN - 2700 trước công nguyên (Chữ viết sơ kỳ Elamite ở Susa)
- Thời kỳ cổ Elam: c. 2700 trước công nguyên - 1600 trước Công nguyên (những tư liệu sớm nhất là tới tận triều đại Eparti)
- Thời kỳ Trung Elam: c. 1500 TCN - 1100 trước Công nguyên (triều đại Anzanite cho đến khi Babylon xâm lược Susa)
- Thời kỳ Tân-Elam: c. 1100 TCN - 539 TCN (đặc trưng bởi ảnh hưởng Assyria và Media. Năm 539 TCN đánh dấu sự bắt đầu của thời kỳ Achaemenid)

### Thời sơ kỳ Elam
Nền văn minh sơ kỳ Elam phát triển ở phía đông của đồng bằng phù sa sông Tigris và Euphrates, nó là một sự kết hợp của các vùng đất thấp và các khu vực cao nguyên ngay ngay cạnh ở phía bắc và phía đông. Ít nhất ba tiểu quốc sơ kỳ Elamite đã sáp nhập để hình thành Elam: Ansha(hiện nay là Fars), Awan (có thể là Luristan), và Shimashki (hiện nay là Kerman).

## Ảnh hưởng Elam đối với đế quốc Ba Tư đời nhà Achaemenes
Nhà Achaemenes tuy sáp nhập Elam nhưng vẫn giữ lại nhiều di sản văn hóa xứ này. Hoàng đế Cyrus Đại Đế vẫn giữ truyền thống Elam xưng là "vua của Anshan". Cha của ông là vua Cambyses I mặc "áo bào Elam". Áo bào này được thấy trên hình thần linh có cánh ở kinh đô Pasargadae. Tiếng Elam được dùng làm một trong ba ngôn ngữ hành chính chính thức của Đế quốc Achaemenes. Hàng ngàn tài liệu hành chính bằng tiếng Elam đã được tìm thấy tại kinh đô Persepolis. Các thần Elam được người Ba Tư tiếp tục thờ phụng, giáo sĩ của tín ngưỡng này tiếp tục được triều đình chu cấp.